# Séoune

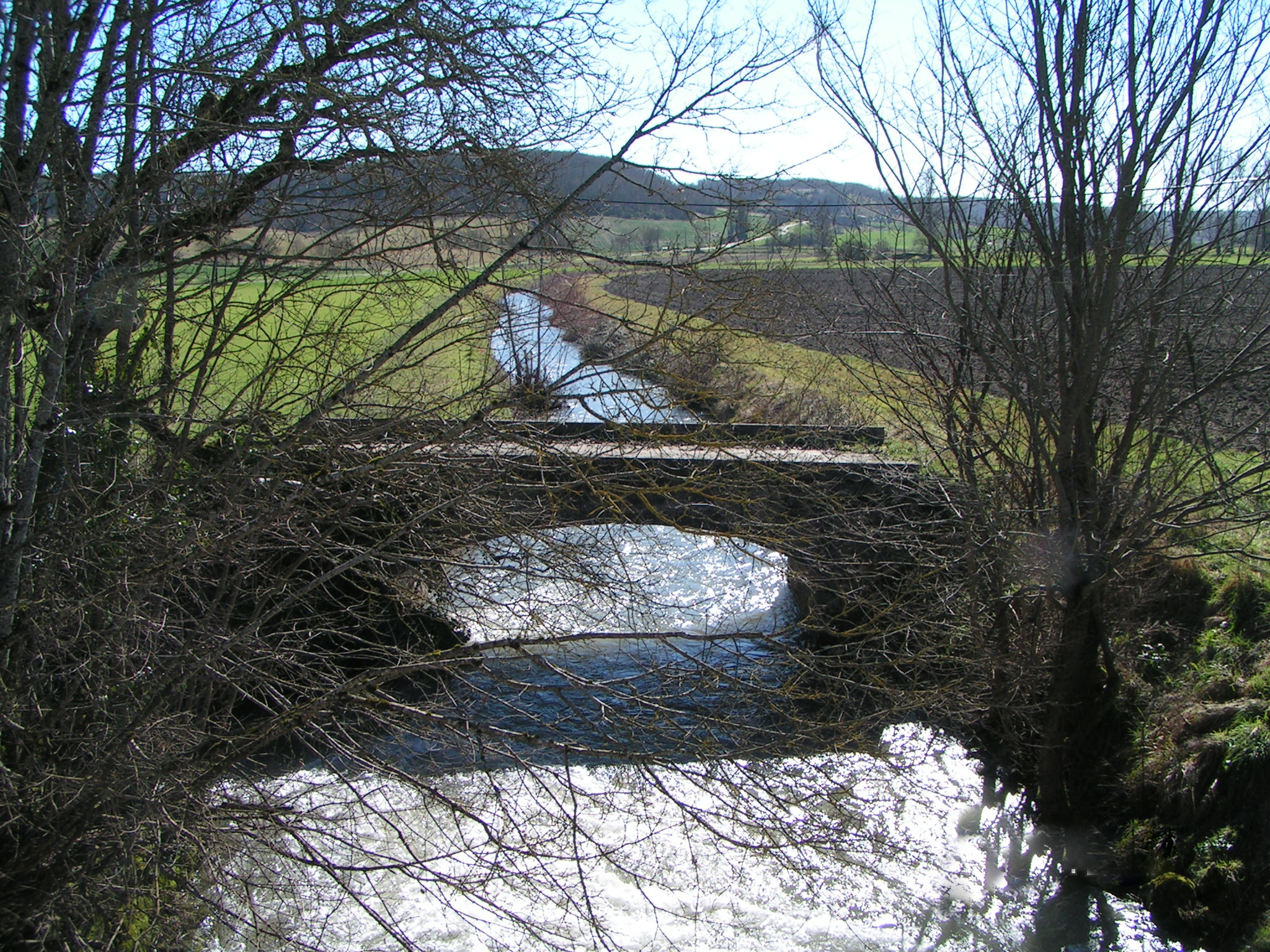
Rio Séoune

Séoune é um rio localizado na França.